# Pascale Reynaud
Pour les articles homonymes, voir Reynaud.
Pascale Reynaud, née le 1er mars 1963 à Neuilly-sur-Seine (alors dans le département de la Seine), est une actrice française.

## Biographie
Née à Neuilly-sur-Seine le 1er mars 1963 et élevée à Rome, elle a commencé sa carrière très jeune. Elle a étudié l'art dramatique au Cours Florent à Paris. Grâce à son bilinguisme[réf. nécessaire], elle a pu travailler dans plusieurs coproductions franco-italiennes. Elle est active au cinéma et à la télévision principalement entre la seconde moitié des années 1970 et la première partie des années 1980. En Italie, elle est surtout connue pour son rôle d'Alina dans Sapore di mare 2: Un anno dopo.
Elle épousera Mauro Di Francesco (it) (1951-) puis Giancarlo Di Gregorio, le directeur de Cinecittà Events.

## Filmographie

### Cinéma
- 1976 : Un éléphant ça trompe énormément d'Yves Robert : Delphine
- 1977 : Nous irons tous au paradis d'Yves Robert : Delphine
- 1983 : Sapore di mare 2: Un anno dopo de Bruno Cortini : Alina
- 1997 : Les Couleurs du diable d'Alain Jessua : Marta

### Télévision
- 1978 : Gaston Phébus
- 1981 : La Vie des autres (1 épisode)
- 1981 : La Chartreuse de Parme (La Certosa di Parma), téléfilm de Mauro Bolognini
- 1981 : Les Affinités électives, téléfilm de Claude Chabrol
- 1983 : La route inconnue
- 1984 : Et la vie continue (...e la vita continua) de Dino Risi
- 1989 : I ragazzi della 3', épisode 7, de Claudio Risi